# Andreas Renz
Andreas Renz (né le 12 juin 1977 à Villingen-Schwenningen) est un joueur professionnel allemand de hockey sur glace devenu entraîneur.

## Carrière de joueur
En 1994, il débute avec les des Schwenningen Wild Wings en DEL. En 2001, il signe au Kölner Haie avec qui il remporte le titre de champion d'Allemagne. En 2004, l'équipe décroche la Coupe d'Allemagne.

## Carrière internationale
Il représente l'Allemagne en senior depuis le Championnat du monde de 1999. Il a notamment disputé la Coupe du monde de 2004, les Jeux olympiques d'hiver de 2002 à Salt Lake City et les Jeux olympiques d'hiver de 2006 à Turin.

## Trophées et honneurs personnels
DEL
- 2002: participe au Match des étoiles.
- 2005: participe au Match des étoiles.
- 2006: participe au Match des étoiles.
- 2007-2008: joueur le plus pénalisé des séries éliminatoires.

## Statistiques
| Saison    | Équipe                  | Ligue         |    | Saison régulière | Saison régulière | Saison régulière | Saison régulière | Saison régulière |    | Séries éliminatoires | Séries éliminatoires | Séries éliminatoires | Séries éliminatoires | Séries éliminatoires |
| Saison    | Équipe                  | Ligue         | PJ | B                | A                | Pts              | Pun              | PJ               | B  | A                    | Pts                  | Pun                  |                      |                      |
| 1994-1995 | Schwenningen Wild Wings | DEL           | 33 | 0                | 3                | 3                | 16               | 10               | 0  | 0                    | 0                    | 6                    |                      |                      |
| 1995-1996 | Schwenningen Wild Wings | DEL           | 45 | 2                | 8                | 10               | 22               |                  |    |                      |                      |                      |                      |                      |
| 1996-1997 | Schwenningen Wild Wings | DEL           | 43 | 0                | 2                | 2                | 24               |                  |    |                      |                      |                      |                      |                      |
| 1997-1998 | Schwenningen Wild Wings | DEL           | 38 | 1                | 3                | 4                | 14               |                  |    |                      |                      |                      |                      |                      |
| 1998-1999 | Schwenningen Wild Wings | DEL           | 52 | 3                | 10               | 13               | 50               |                  |    |                      |                      |                      |                      |                      |
| 1999-2000 | Schwenningen Wild Wings | DEL           | 56 | 2                | 3                | 5                | 71               | --               | -- | --                   | --                   | --                   |                      |                      |
| 2000-2001 | Schwenningen Wild Wings | DEL           | 55 | 1                | 4                | 5                | 80               | --               | -- | --                   | --                   | --                   |                      |                      |
| 2001-2002 | Kölner Haie             | DEL           | 60 | 0                | 2                | 2                | 56               | 13               | 0  | 0                    | 0                    | 16                   |                      |                      |
| 2002-2003 | Kölner Haie             | DEL           | 51 | 1                | 5                | 6                | 67               | 14               | 0  | 0                    | 0                    | 22                   |                      |                      |
| 2003-2004 | Kölner Haie             | DEL           | 51 | 0                | 3                | 3                | 80               | 6                | 0  | 0                    | 0                    | 6                    |                      |                      |
| 2004-2005 | Kölner Haie             | DEL           | 51 | 1                | 3                | 4                | 68               | 7                | 0  | 0                    | 0                    | 4                    |                      |                      |
| 2005-2006 | Kölner Haie             | DEL           | 49 | 1                | 3                | 4                | 44               | 9                | 0  | 0                    | 0                    | 26                   |                      |                      |
| 2006-2007 | Kölner Haie             | DEL           | 52 | 0                | 5                | 5                | 72               | 9                | 0  | 1                    | 1                    | 26                   |                      |                      |
| 2007-2008 | Kölner Haie             | DEL           | 53 | 2                | 7                | 9                | 106              | 13               | 1  | 3                    | 4                    | 50                   |                      |                      |
| 2008-2009 | Kölner Haie             | DEL           | 51 | 3                | 5                | 8                | 89               |                  |    |                      |                      |                      |                      |                      |
| 2009-2010 | Kölner Haie             | DEL           | 53 | 1                | 11               | 12               | 71               | 3                | 0  | 0                    | 0                    | 4                    |                      |                      |
| 2010-2011 | Schwenningen Wild Wings | 2. bundesliga | 34 | 3                | 4                | 7                | 70               | 11               | 0  | 5                    | 5                    | 12                   |                      |                      |
| 2011-2012 | Schwenningen Wild Wings | 2. bundesliga | 39 | 0                | 2                | 2                | 40               | 11               | 0  | 0                    | 0                    | 44                   |                      |                      |